# Zhiltzovaia cachemirica
Zhiltzovaia cachemirica is een steenvlieg uit de familie Perlodidae. De wetenschappelijke naam van de soort is voor het eerst geldig gepubliceerd in 1959 door Aubert.